# Grand Hotel Bucharest
Grand Hotel Bucharest, numit până în 2022 Hotel InterContinental (prescurtat adesea ca Inter), este un hotel de 5 stele situat în zona Pieței Universității din București. Construit în perioada comunistă, hotelul este una dintre cele mai populare și emblematice clădiri din oraș, reprezentând un simbol al capitalei și fiind totodată una dintre cele mai înalte clădiri din București.

## Istoric
Hotelul a fost construit între 1968 și 1971, în colaborare cu Intercontinental Hotel Corporation, având o înălțime de 88 de metri și 23 de etaje, conform planurilor unui colectiv de arhitecți: Dinu Hariton (șef de proiect), Gheorghe Nădrag, Ion Moscu și Romeo Ștefan Belea.
Terenul pe care a fost construit Hotelul InterContinental a aparținut inițial Mănăstirii Cernica. În secolul al XIX-lea, acesta a trecut în proprietatea familiei Hagi-Moscu. În 1810, dregătorul Ion Hagi-Moscu a ridicat aici o clădire întinsă cu etaj. Nepotul său a vândut Primăriei casa, care a folosit-o între 1882 și 1912. Mai târziu, clădirea a fost demolată, iar terenul a rămas viran, fiind folosit pentru exercițiile de instrucție ale Regimentului de jandarmi al Capitalei.
În perioada interbelică, aici s-a deschis o grădină de vară, pe locul căreia a fost ridicat un restaurant. Restaurantul, aflat în stare de degradare, a fost demolat după 1944, iar pe teren s-a instalat Circul Krateyl, care a funcționat aici până la construirea Circului de Stat București. În zona Circului Krateyl se aflau numeroase prăvălii și berării, care au fost demolate pentru a se face loc viitorului hotel și noii clădiri a Teatrului Național.
Intercontinental Hotel Corporation din Statele Unite a oferit asistență tehnică și a obținut un contract de cooperare pentru o perioadă de 10 ani în gestionarea complexului hotelier. La momentul finalizării, hotelul se clasa ca a doua cea mai înaltă clădire din România, după Casa Scânteii (astăzi Casa Presei Libere), menținându-și această poziție până la finalizarea clădirii Palatul Parlamentului (Casa Poporului) în 1997.
Hotelul InterContinental a fost inaugurat oficial pe 14 mai 1971, în prezența primarului Capitalei, a altor oficialități române și a președintelui firmei Tower International, principalul investitor. Primul oaspete al hotelului a fost înregistrat pe 20 februarie 1971, fiind un cetățean american.
După 1989, Hotelul InterContinental a fost deținut de Bobby Păunescu până în anii 2000, fiind în prezent deținut de familia Adamescu.
În 2007, hotelul a trecut de la un contract de tip franciză la un contract de management cu lanțul Intercontinental Hotels Group. Pe 1 ianuarie 2022 hotelul a devenit Grand Hotel Bucharest, în urma încheierii contractului de management cu Intercontinental Hotels Group.

## Caracteristici
Hotelul InterContinental este primul hotel de 5 stele construit în România și una dintre cele mai înalte clădiri ale capitalei.
Grand Hotel Bucharest are 257 de camere și apartamente și este singurul din București cu o sală de conferințe și un centru de sănătate cu piscină aflate la peste 70 de metri înălțime. Apartamentul Imperial este singurul în București dotat cu saună și pian.
Primele 3 niveluri cuprind spații largi publice, urmând corpul central al turnului modulat pentru spații de cazare pe 17 niveluri, restaurantul și piscina, precum și coronamentul. În numerotarea nivelurilor lipsește cel considerat a fi cu ghinion, respectiv numărul 13. Braseria Corso are vedere la bulevardul Bălcescu și oferă mese pe tot parcursul zilei. Barul cu pian Intermezzo situat în hol asigură băuturi calde și diverse cocktailuri.
Clubul de sănătate al hotelului Grand Hotel Bucharest este amplasat la etajul 22. Are vedere pitorească la oraș și oferă o sală de fitness, o piscină interioară încălzită, o saună și o baie de aburi.
La etajul al 19-lea, se află Apartamentul Imperial, devenit cunoscut în 1979 când în acest apartament s-au filmat scene pentru filmul Nea Mărin miliardar. Apartamentul cu o suprafață de 240 mp dispune de două dormitoare și oferă o vizibilitate unică spre Piața Universității. Mobila ce utilează acest apartament este albă din lemn de nuc, poleită cu aur și obiecte de iluminat din sticlă de Murano.